# Dommartin-lès-Toul
Dommartin-lès-Toul är en kommun i departementet Meurthe-et-Moselle i regionen Grand Est (tidigare regionen Lorraine) i nordöstra Frankrike. Kommunen ligger i kantonen Toul-Nord som tillhör arrondissementet Toul. År 2022 hade Dommartin-lès-Toul 1 991 invånare.

## Befolkningsutveckling
Antalet invånare i kommunen Dommartin-lès-Toul
| Referens: INSEE |